# Troiśniak

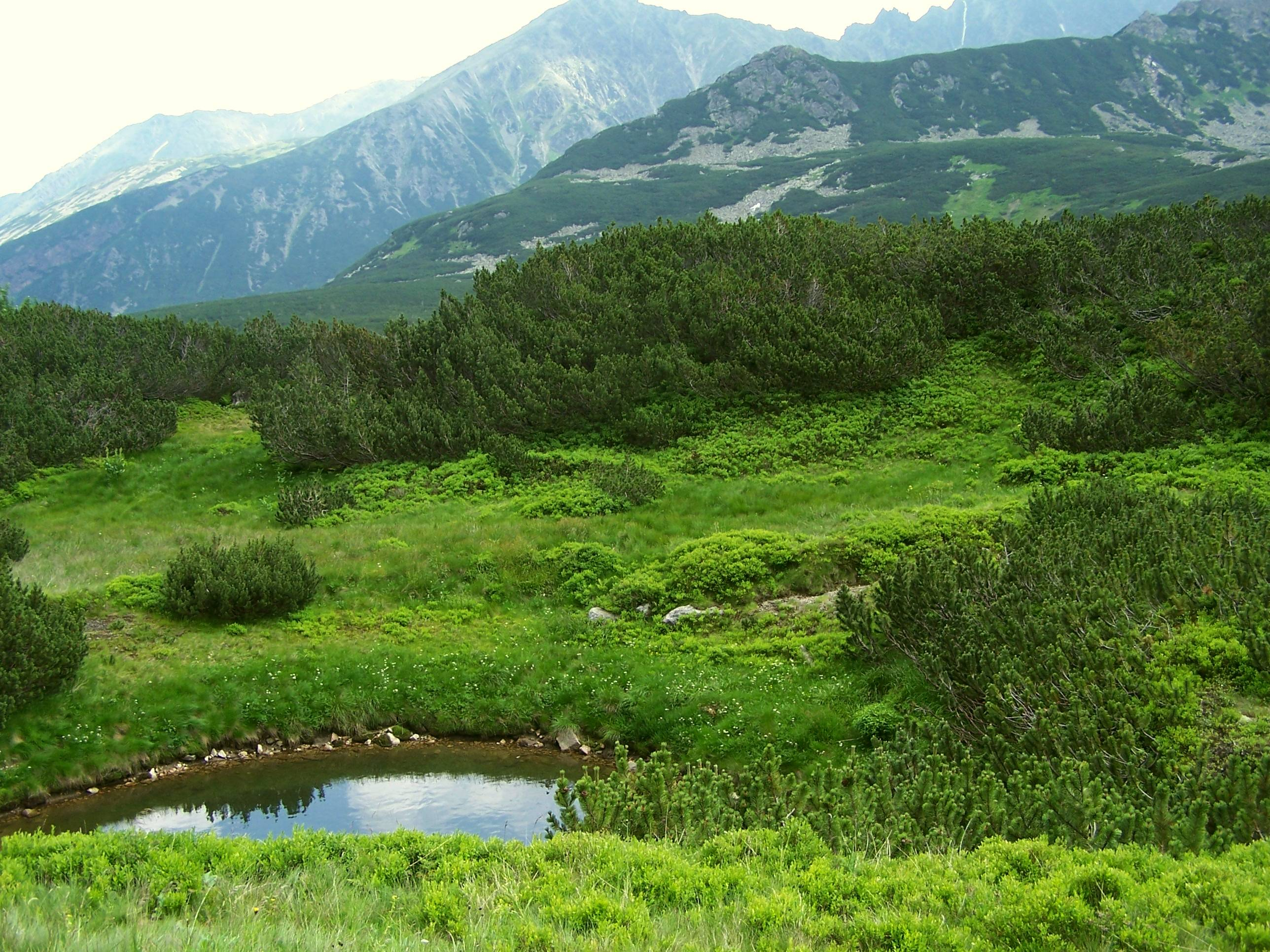
Troiśniak Pośredni, po prawej wyschnięty Troiśniak Wyżni. W głębi Mały Kościelec, Żółta Turnia i Koszysta

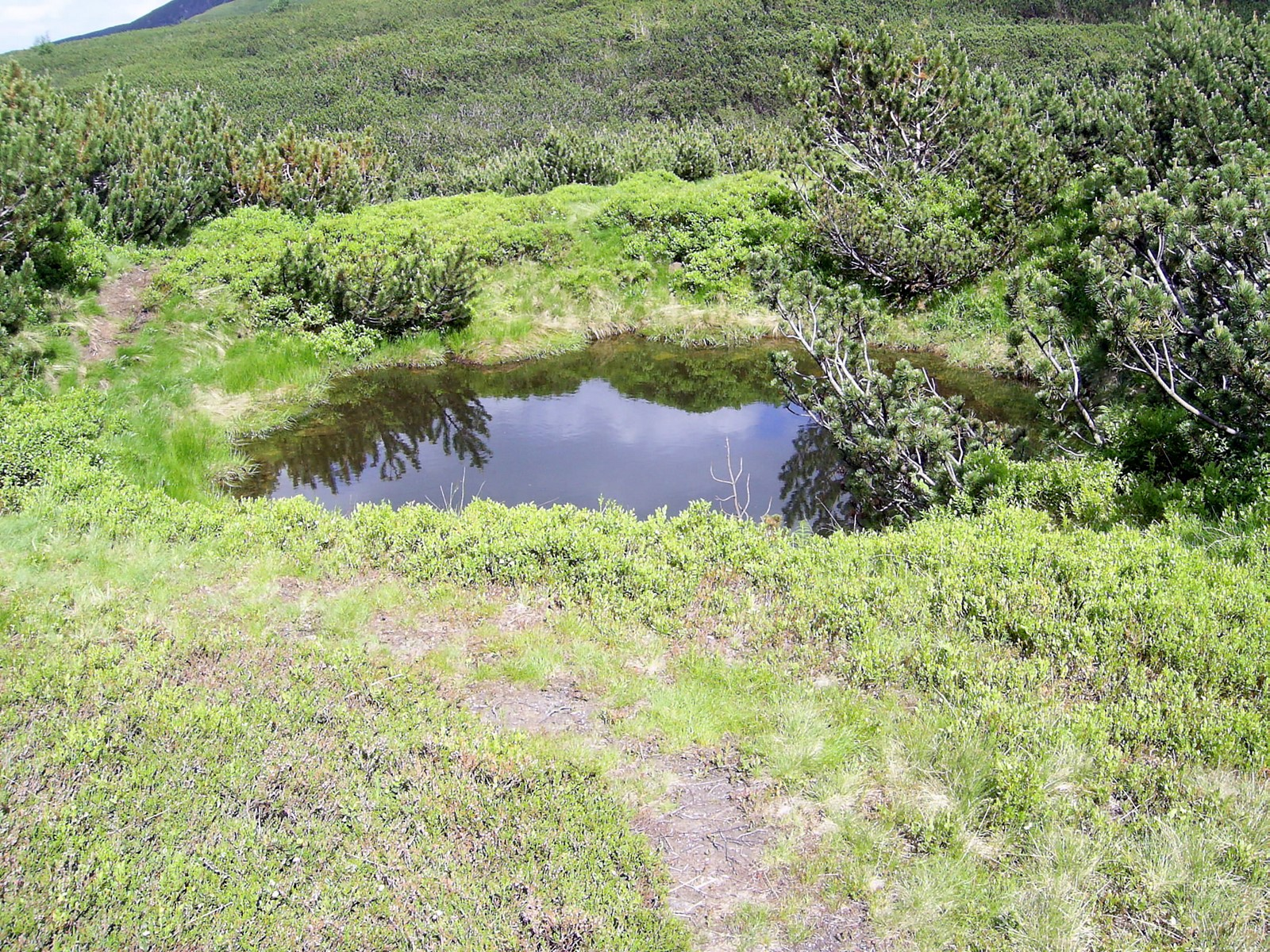
Troiśniak Niżni, oddalony od szlaku o kilkanaście metrów

Troiśniak, zwany także Żabimi Stawkami lub Trójniakiem – niewielkie stawki w zachodniej części Doliny Zielonej Gąsienicowej w Tatrach. Należą do grupy Gąsienicowych Stawów. Znajdują się u wylotu Doliny Suchej Stawiańskiej w tzw. Roztoce Stawiańskiej, ok. 100 m na południe od dolnej stacji wyciągu krzesełkowego na Kasprowy Wierch. W stawkach tych występują traszki: górska i karpacka oraz żaba trawna.
Według przewodnika Tatry Wysokie Witolda Henryka Paryskiego Troiśniak składa się z trzech niewielkich stawów:
- Troiśniak Wyżni (zachodni) – położony na wysokości 1612,6 m n.p.m., o powierzchni 0,003 ha i głębokości 0,6 m,
- Troiśniak Pośredni (środkowy) – położony na wysokości 1612,6 m n.p.m., o powierzchni 0,023 ha i głębokości 0,6 m,
- Troiśniak Niżni (wschodni) – położony na wysokości 1611,4 m n.p.m., o powierzchni 0,004 ha i głębokości 0,9 m[2].

Powyższe dane liczbowe na temat stawów pochodzą sprzed kilkudziesięciu lat. Od tej pory niewiele zmieniła się powierzchnia największego z nich Troiśniaka Pośredniego (według zdjęcia satelitarnego z 2004 r. wynosi ona 0,017 ha) oraz Troiśniaka Niżniego (dziś 0,003 ha). Trzeci ze stawków, Troiśniak Wyżni, według przewodnika mający wymiary 8,5 × 6 m, praktycznie przestał istnieć. Jedynie przy wysokich opadach na jego miejscu pojawia się niewielka kałuża. W czasie suchego lata także pozostałe Troiśniaki mogą wysychać.

## Szlaki turystyczne
– obok stawu przebiega czarny szlak z Roztoki Stawiańskiej na Świnicką Przełęcz. Czas przejścia od szlaku żółtego na przełęcz: 1:25 h, ↓ 1:05 h